# Esterhazya triflora
Esterhazya triflora là loài thực vật có hoa thuộc họ Cỏ chổi. Loài này được R.B.Moura & R.J.V.Alves mô tả khoa học đầu tiên năm 1999.